# Plai (Avram Iancu), Alba
Plai este un sat în comuna Avram Iancu din județul Alba, Transilvania, România.